# Brute de brute
Brute de brute est le vingtième-et-unième épisode de la vingt-sixième saison de la série télévisée Les Simpson et le 573e épisode de la série. Il est sorti en première sur le réseau Fox le 10 mai 2015.

## Synopsis
Après un rêve particulièrement agréable, Skinner se réveille pour annoncer que le bal de fin d'année aura lieu. Bart, alors qu'il ne souhaite pas dans un premier temps y assister, change d'avis quand une fille l'invite à danser. Il remporte le trophée mais à la sortie, la bande à Jimbo le lui brise et il perd par la même occasion une occasion d'avoir une romance.
Marge en est scandalisée et propose de faire voter une loi qui va interdire à toute personne de brutaliser autrui. Rod et Todd Flanders, constatant qu'Homer est toujours en train d'intimider son voisin Ned, vont conclure à son arrestation.
En thérapie, Homer et d'autres personnes vont révéler au docteur les raisons de leur brutalité (Agnès méprise son fils car sa propre mère ne l'a jamais aimé, Chalmers avait un père obsédé par le scientifique Skinner...) mais quand vient le tour d'Homer, il avoue détester Ned parce qu'il fait soi-disant, tout mieux que lui. Après ça, les anciennes brutes décident de parader et d'autographer mais Ned en veut beaucoup à Homer et refuse de lui accorder son pardon.
Homer passe donc une bonne partie de l'épisode à prier jusqu'à ce que, consentant à la demande de ses fils, Ned lui pardonne. Finalement, les deux familles participent à un brunch.
La fin de l'épisode nous montre Otto, président d'un jury, sous l'effet de drogue.

## Réception
Lors de sa première diffusion l'épisode a attiré 2,77 millions de téléspectateurs